# Itàlia espanyola
Itàlia espanyola és una denominació d'ús historiogràfic, per designar el conjunt de territoris italians dependents de la Monarquia Hispànica de l'Antic Règim (segles XVI, XVII i XVIII). Aquests van ser, en un o altre moment, el Ducat de Milà, els Presidis Toscans i els regnes de Nàpols, Sicília i Sardenya. La presència o ocupació militar de fet d'algunes altres zones -com els Estats Pontificis durant el Saqueig de Roma (1527); o la de Valtellina entre 1620 i 1639- no s'acostumen a considerar com suficients per a la inclusió d'aquests territoris en aquest conjunt. També s'usen expressions per designar el període com ara presència o dominació espanyola a Itàlia.

## Vinculació institucional
Els territoris de la Itàlia espanyola institucionalment eren independents entre si, estant cada un d'ells governats a través d'un virrei o figura semblant que exercia el seu poder per delegació del rei com a  duc de Milà o rei de Nàpols en cada cas; i mantenint la seva pròpia legislació, fiscalitat i totes les altres particularitats. Però sí que eren administrats centralitzadament a través del Consell d'Itàlia, resident a la Cort allà on fos aquesta, -lloc que va ser fix a partir de la capitalitat de Madrid el 1561-. També cal tenir en compte les limitacions que termes com centralització o el mateix exercici del poder polític té en el context d'una monarquia autoritària que no es va conformar com monarquia absoluta fins al segle xviii, justament després de la separació política dels regnes italians de la monarquia espanyola.
Es considera que: Italia constituía en el «sistema imperial español» un subsistema con entidad propia, como lo fuera Portugal y sus colonias, la Corona de Aragón o la «Monarquía Indiana».
Sardenya, en canvi, sempre va estar sota el Consell d'Aragó fins a la cessió de l'illa al segle xviii.

## Vinculació política i militar

Itàlia el 1494, abans de les campanyes del «Gran Capità».

Itàlia el 1796, abans de les campanyes de Napoleó.

La primera vinculació d'un regne espanyol amb Itàlia és la de la Corona d'Aragó a partir de les Vespres Sicilianes (1282), que va continuar l'expansió catalano-aragonesa pel Mediterrani iniciada amb la conquesta de València i les Balears per la Itàlia del Sud -i que va continuar pels Balcans -expedició dels almogàvers, Ducats d'Atenes i Neopàtria-. Els regnes italians de la Corona d'Aragó -a l'igual dels de la península Ibèrica o del nord dels Pirineus- van ser atorgats algunes vegades a un hereu o un altre de la Corona, produint-se divisions i reunificacions de caràcter personal, a la persona dels diferents reis de la Casa reial d'Aragó.
Les campanyes militars dirigides per Gonzalo Fernández de Córdoba (el «Gran Capità») després de la Guerra de Granada (1492) per a Ferran el Catòlic -rei d'Aragó per dret propi i de Castella com a consort d'Isabel la Catòlica- van reforçar el domini espanyol a la Itàlia del Sud enfront de la influència francesa a la Itàlia del Nord.
El regnat de Carles I d'Espanya i V del Sacre Imperi Romanogermànic va significar una reactivació de les guerres d'Itàlia, substanciant-se en la consecució d'una decisiva presència a la Itàlia del Nord amb la conquesta del Ducat de Milà (Batalla de Pavia, 1525). Les aliances estables amb Gènova -des del «canvi de bàndol» d'Andreu Doria el 1528-, els ducats de Savoia -Casa de Savoia, el territori del qual va estar ocupat molt de temps pels francesos-, Mòdena (Casa d'Este) i Toscana -des de la reposició dels Mèdici, 1531- i el manteniment de relacions canviants amb el papat i la República de Venècia -ue van arribar a aliar-se en moments clau, com la batalla de Lepant, 1571-, van caracteritzar les relacions internacionals durant el llarg període següent, després que els territoris italians van correspondre a Felip II per les «abdicacions de Brussel·les», amb el que Itàlia va ser governada pels Habsburg de Madrid.
La Guerra de Successió (des de 1700) i els Tractats d'Utrecht i Rastatt (1713-14) van privar a Felip V -primer rei d'Espanya de la dinastia Borbó francesa- dels territoris italians a favor dels Habsburg de Viena, de manera que pot dir-se que la «Itàlia espanyola» va desaparèixer el 1713. No obstant, i a diferència de la manca d'acord total amb la qual es va renunciar a qualsevol presència als antics Països Baixos espanyols, al llarg del regnat de Felip V es va desenvolupar una intensa activitat diplomàtica i militar amb la qual es va aconseguir la recuperació d'una significativa presència espanyola a Itàlia; col·locant alguns dels seus fills -els haguts amb la seva segona esposa, encara que ambdues provenien de cases reials italianes (Savoia i Parma)- com a sobirans independents en diferents territoris, com el ducat de Parma i sobretot el Regne de Nàpols per al futur Carles III d'Espanya, en italià conegut com a Carlo terzo i el regnat del qual va significar un moment econòmic, social i culturalment brillant d'aquest regne -la Il·lustració napolitana-; però mantenint la separació estricta, de manera que mai la mateixa persona no va regnar sobre Espanya i Nàpols -Carles va haver de renunciar al tron de Nàpols per heretar el d'Espanya-.
Les guerres napoleòniques van significar el desallotjament dels borbons d'Itàlia, a favor del germà del propi Napoleó: Josep Bonaparte (1806), que posteriorment també va cedir aquest tron per passar al d'Espanya (1808). La Restauración (1814) va reposar als borbons d'ambdues branques en els seus trons, però la debilitat de la Monarquia espanyola era tan grand després de la destructiva guerra del Francès i tan greus els problemes interns del regnat de Ferran VII d'Espanya, que no es concebia la possibilitat que l'espanyol influís en l'italià. El que sí que hi va haver va ser una influència ideològica en l'àmbit revolucionari: l'exemple del trienni liberal espanyol va impulsar les revolucions de 1820 a Itàlia, que fins i tot van considerar com a model el text de la Constitució Espanyola de 1812. Amb el temps, la unificació italiana va suposar la fi dels borbons a Itàlia el 1860.

## Contestació interna

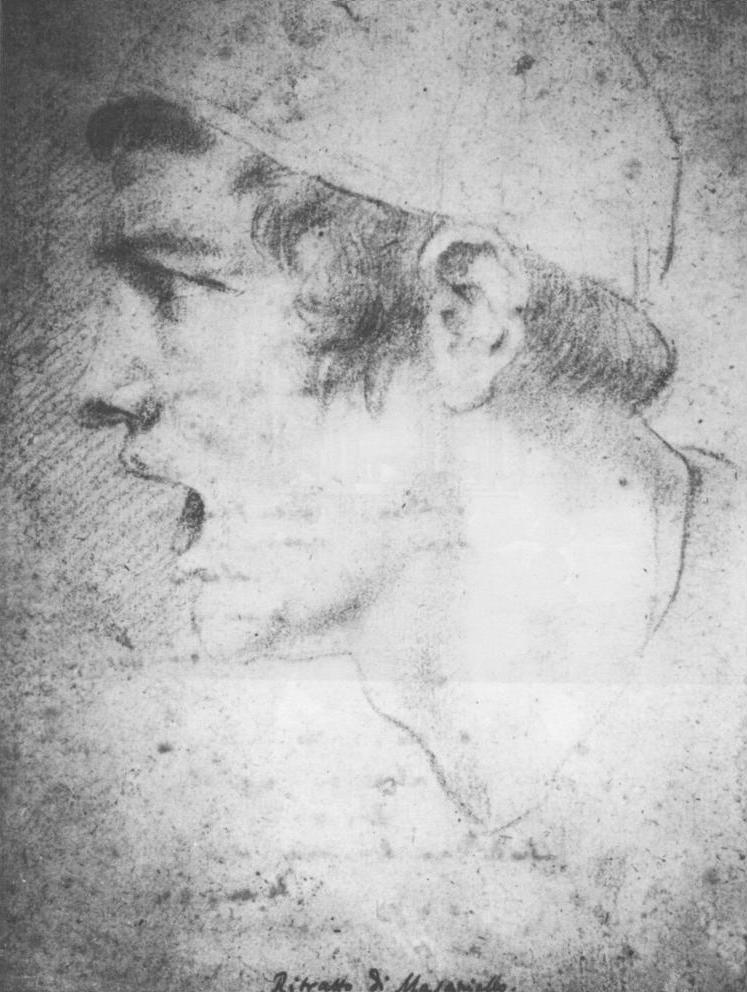
Retrat de Masaniello per Aniello Falcone, 1647.

La revolta de Masaniello o revolta antiespanyola de Nàpols (1647-1648, coincident amb la conjuntura crítica denominada crisi de 1640 que va estar a punt de destruir la Monarquia Hispànica va ser el més gran desafiament intern a la dominació espanyola, que va tenir ressò a Sicília. Anys més tard es va repetir una revolta antiespanyola a la ciutat de Messina (1674-1678). També n'hi va haver a Nàpols una certa contestació intel·lectual a la presència espanyola, com la conspiracions calabreses de l'economista Antonio Serra (1613) i el filòsof Tommaso Campanella (1599), que van aprofitar les seves respectives estades en la presó per elaborar els seus escrits: Breve trattato delle cause che possono far abbondare li regni d'oro e d'argento dove non sono miniere i la utopia Civitas Solis -Cittá del sole. Des del segle xvi, la conformació d'un estereotip nacional espanyol molt negatiu va donar origen, juntament amb altres aportacions de propaganda antiespanyola del nord d'Europa i de la pròpia Espanya, a la denominada «llegenda negra».

## Vinculació econòmica, social, demogràfica i cultural
Durant el llarg període de tres segles de vinculació política entre Espanya i Itàlia es van produir actius intercanvis econòmics -comercials i financers, en els que les ciutats del nord d'Itàlia van continuar una tradició que es remuntava a la baixa edat mitjana, des de la que la presència de colònies italianes a les places comercials espanyoles era molt important-, socials, demogràfics -amb l'emigració d'espanyols a Itàlia i d'italians a Espanya- i culturals.
Els artístics van quedar exemplificats en pintors com a Josep de Ribera l'Españoleto valencià que va treballar a Nàpols; Diego Velázquez encarregat de missions diplomàtic-artístiques per a Felip IV, com també va fer el flamenc Rubens; i en el sentit contrari els escultors Leone Leoni i Pompeo Leoni, els pintors Giovanni Battista Tiepolo o Lucas Jordán; els músics Domenico Scarlatti, Farinelli i Luigi Boccherini i l'arquitecte Francesco Sabatini. El cretenc El Greco i el centreeuropeu Anton Rafael Mengs també van fer el fructífer trajecte vital i artístic que portava d'Itàlia a Espanya.
Els religiosos van quedar determinats per la comuna adhesió a la Contrareforma catòlica. Paradoxalment, l'hegemonia espanyola a Itàlia no es va traduir en l'elecció de papes espanyols -els Borgia l'ho havien estat en el període immediatament anterior, el final del segle XV-; encara que era obvi que s'intervenia de forma calculada en la successió papal, que requeia en les famílies tradicionals de l'aristocràcia romana -amb l'excepció del flamenc Adrià VI-, preceptor de Carles V.
La presència militar espanyola a Itàlia ha quedat immortalitzada amb la biografia real de dos dels genis de la literatura espanyola del Segle d'Or: les peripècies juvenils de Miguel de Cervantes o l'espionatge de Francisco de Quevedo durant la Conjuració de Venècia (1618); així com en mites com el del Don Juan Tenorio. Més recentment s'han produït reconstruccions literàries pròpies de la novel·la històrica, com les aventures del Capità Alatriste d'Arturo Pérez-Reverte Gutiérrez.
Entre els literats italians, la utilització de la figura dels governants espanyols s'ha donat en obres com I promessi sposi d'Alessandro Manzoni.